# 馬異才
馬異才（1761年10月25日（乾隆二十六年九月廿八日）—1820年11月5日（嘉慶二十五年九月三十日）），和名與那原親方良應，琉球國第二尚氏王朝政治家、三司官。
出生在馬氏與那原殿內家族中，由於家譜的缺失，他早年的生平不詳。嘉慶九年（1804年），他以年頭使的身份出使薩摩藩，翌年回國。嘉慶十年十一月廿四日（1806年1月13日），出任三司官。嘉慶十三年五月十一日（1808年6月4日），賜紫地浮織冠。嘉慶二十一年（1816年），他將朱熹的遺編《童蒙須知》翻譯為日語候文，用於教化兒童使用；此書後來在道光十九年（1839年）成為國學生徒的日常教科書。
嘉慶二十五年七月二十五日（1820年9月2日），賜青地五色浮織冠。同年九月三十日（11月5日）卒，壽六十歲。